# کری هیلسون
کری لین هیلسون (به انگلیسی: Keri Lynn Hilson) (زادهٔ ۵ دسامبر ۱۹۸۲) خواننده و ترانه‌سرای آمریکایی است. او هنگامی خود را به‌عنوان یک ترانه‌سرا شناساند که به‌عنوان عضوی از گروهی از نویسندگان و تهیه کنندگان با نام گروه کلاچ در دهه ۲۰۰۰، برای هنرمندانی مانند بریتنی اسپیرز، سی‌یرا، جنیفر لوپز، بیانسه، لوداکریس و آشر ترانه می‌نوشتند.

## زندگی‌نامه
او در ۵ دسامبر ۱۹۸۲ در دکیتر، جورجیا زاده و بزرگ شد.

## آلبوم‌ها
- In a Perfect World… :۲۰۰۹
- No Boys Allowed :۲۰۱۰